# James H. Brown
James Hemphill Brown (* 25. September 1942 in Ithaca, New York) ist ein US-amerikanischer Biologe und Ökologe.

## Leben
Brown wuchs in einem ländlichen Gebiet im Bundesstaat New York auf, wobei seine Mutter schon früh sein Interesse an der Haltung von Haustieren und an naturkundlichen Sammlungen förderte. Als Kind lernte er die Säugetierforscher William J. Hamilton, Jr. und Kyle Ray Barbehenn (1928–2019) kennen, die seine Faszination für die Mammalogie und die Ökologie bestärkten. Brown studierte an der Cornell University und erwarb 1963 den Bachelor of Arts (mit Auszeichnung) in Zoologie. Seine Abschlussarbeit hatte den Titel Morphological adaptations associated with ray addition in the sea star, Pycnopodia helianthoides with special reference to the retractor systems. 1965 heiratete er Astrid R. Kodric. Aus dieser Ehe gingen ein Sohn und eine Tochter hervor. Sein Doktoratsstudium absolvierte er an der University of Michigan, wo er 1967 mit der Dissertation Adaptation to environmental temperature in two species of woodrats, Neotoma cinerea and Neotoma albigula unter der Leitung von Emmet T. Hooper zum Ph.D. promoviert wurde. Weitere Wissenschaftler, mit denen er an der University of Michigan eng zusammenarbeite, waren William Henry Burt und der Ornithologe William R. Dawson (1927–2020). Mit einem Rackham-Postdoktorandenstipendium der University of Michigan forschte er von 1967 bis 1968 an der University of California, Los Angeles mit dem Biologen und Ornithologen George A. Bartholomew (1919–2006) im Bereich der Ökophysiologie.
Von 1968 bis 1971 war er Lehrbeauftragter an der University of California, Los Angeles. Von 1971 bis 1973 war Lehrbeauftragter und von 1973 bis 1975 war er außerordentlicher Professor an der University of Utah. Von 1975 bis 1978 war er außerordentlicher Professor und von 1978 bis 1987 ordentlicher Professor für Ökologie und Evolutionsbiologie an der University of Arizona. 1987 wurde er Professor im Fachbereich Biologie der University of New Mexico in Albuquerque. 1995 wurde er Professor am Santa Fe Institute.
Während seiner Universitätslaufbahn betreute Brown die Arbeit von 12 Masterstudenten, 29 Doktoranden und 7 Postdoktoranden. Sein Hauptforschungsinteresse gilt den Mustern und Prozessen, die die Häufigkeit, Verteilung und Vielfalt von Arten beeinflussen. Obwohl Säugetiere, insbesondere die Wüstenökologie von Nagetieren, die Hauptgegenstände seiner Forschung waren, befasste er sich auch mit Vögeln, Fischen, Insekten und Pflanzen. Zu seinen weithin anerkannten Arbeiten gehört die langfristige experimentelle Feldstudie über die Wechselwirkungen zwischen samenfressenden Säugetieren, Vögeln, Ernte-Ameisen und samenproduzierenden Pflanzen in der Chihuahua-Wüste bei Portal im Südosten Arizonas, die er ab 1976 durchführte. 
Er arbeitete auch in vielen anderen Teilen des Südwestens der Vereinigten Staaten sowie in Mexiko. Neben zahlreichen Zeitschriftenbeiträgen und Buchkapiteln war er Mitautor des Werke Biogeography, Foundations of Ecology (mit Felisa A. Smith) und Biology of the Heteromyidae (mit Hugh H. Genoways).
Brown wurde 1965 Mitglied der American Society of Mammalogists (ASM) und war neben seiner Präsidentschaft von 1990 bis 1992 auch als Direktor, Vizepräsident und Mitglied einer Reihe von ständigen Ausschüssen tätig. Als Präsident setzte er sich für eine gründliche Reorganisation der Redaktionspolitik und des Formats des Journal of Mammalogy ein und initiierte die Bewertung der Präsentation von Studentenarbeiten auf der Jahrestagung. Er engagierte sich aktiv in anderen wissenschaftlichen Gesellschaften, war Vizepräsident der Ecological Society of America, Präsident der American Society of Naturalists, Ratsmitglied der Society for the Study of Evolution und arbeitete als Redakteur der Fachzeitschriften Ecology, Evolutionary Ecology und Journal of Biogeography. Er war Mitglied des wissenschaftlichen Beirats der Southwestern Research Station des American Museum of Natural History und in den Gremien für Populationsbiologie und Physiologische Ökologie der National Science Foundation.

## Auszeichnungen
- Certificate of Merit for Distinguished Contributions in the Field of Arid Zone Research, American Association for the Advancement of Science, Southwestern and Rocky Mountain Division, 1982
- Fellow der American Association for the Advancement of Science, 1988
- C. Hart Merriam Award der American Society of Mammalogists, 1989
- John Simon Guggenheim Fellowship 1991–1992
- Joseph Grinnell Medal der University of California, Berkeley, 1994
- Fellow der American Academy of Arts and Sciences, 1995
- Eugene P. Odum Award for Education der Ecological Society of America, 2001
- Robert H. MacArthur Award for Research der Ecological Society of America, 2002
- Marsh Award for Career Achievement der British Ecological Society, 2002
- Mitglied der National Academy of Sciences (NAS), 2005

## Schriften (Auswahl)
- J. H. Brown, A. C. Gibson: Biogeography. 1. Auflage. Mosby, St. Louis, MO 1983 (englisch, archive.org).
- L. Real, J. H. Brown: Foundations of Ecology. University of Chicago Press, Chicago 1991, ISBN 978-0-226-70594-1 (englisch, archive.org).
- H. H. Genoways, J. H. Brown: Biology of the Heteromyidae. American Society of Mammalogists, 1993, ISBN 978-0-935868-66-1 (englisch, archive.org).
- J. H. Brown: Macroecology. University of Chicago Press, Chicago 1995, ISBN 978-0-226-07615-7 (englisch).
- J. H. Brown, M. V. Lomolino: Biogeography. 2. Auflage. Sinauer, Sunderland, MA 1998 (englisch, archive.org).
- J. H. Brown, G. B. West: Scaling in Biology. Oxford University Press, Oxford 2000, ISBN 978-0-19-513142-0 (englisch).
- M. V. Lomolino, D. F. Sax, J. H. Brown: Foundations of Biogeography. University of Chicago Press, Chicago 2004, ISBN 978-0-226-49236-0 (englisch).
- M. V. Lomolino, B. R. Riddle, J. H. Brown: Biogeography. 3. Auflage. Sinauer, Sunderland, MA 2005 (englisch).
- D. Storch, P. A. Marquet, J. H. Brown: Scaling in Biodiversity. Cambridge University Press, New York 2007, ISBN 978-0-521-87602-5 (englisch).
- M. V. Lomolino, B. R. Riddle, R. J. Whittaker, J. H. Brown: Biogeography. 4. Auflage. Sinauer, Sunderland, MA 2009, ISBN 978-0-87893-486-7 (englisch, archive.org).
- F. A. Smith, J. L. Gittleman, J. H. Brown: Foundations of Macroecology. 1. Auflage. University of Chicago Press, Chicago 2014, ISBN 978-0-226-11533-7 (englisch).